# Bofors 57 mm sjöautomatkanon L/70
Bofors 57 mm sjöautomatkanon L/70, förkortat 57 mm SAK 70, även benämnd 57 mm allmålspjäs L/70 och liknande namn, är en serie helautomatiska allmålskanoner konstruerade och producerade av den svenska försvarskoncernen Bofors (sedan 2005 del av BAE Systems AB). Konstruktionen bygger på Bofors traditionella pålitliga trekvartsautomatiska (3/4 automatisk) vapenmekanism med fallande kil och inbyggd laddautomat som introducerades på 1930-talet i deras världskända 40 mm automatkanon L/60.
Bofors 57 mm sjöautomatkanon L/70 började tas fram under sent 1960-tal som en modern ersättare för Bofors 57 mm sjöautomatkanon L/60 som tagits fram runt decennieskiftet 1950. Den första versionen av Bofors nya 57 mm L/70 pjäs, i modern tid kallad Mark 1 (Mk1), togs i bruk av svenska marinen runt 1971 och serien har sedan dess exporterats till ett flertal länder och vidareutvecklats upp till Mark 3 (Mk3). 

## Versioner

### 57 mm SAK L/70 Mk1
57 mm sjöautomatkanon L/70 Mark 1 är den första versionen i serien, framtagen cirka 1970. Det var en enkelpjäs för däcksmontage försedd med ett beredskapsmagasin på 40 skott som kunde avfyras utan betjäning i pjäsen. När pjäsen ställts in i fartygets långskeppsriktning kunde magasinet fyllas på med en ammunitionshiss från underliggande däck. 

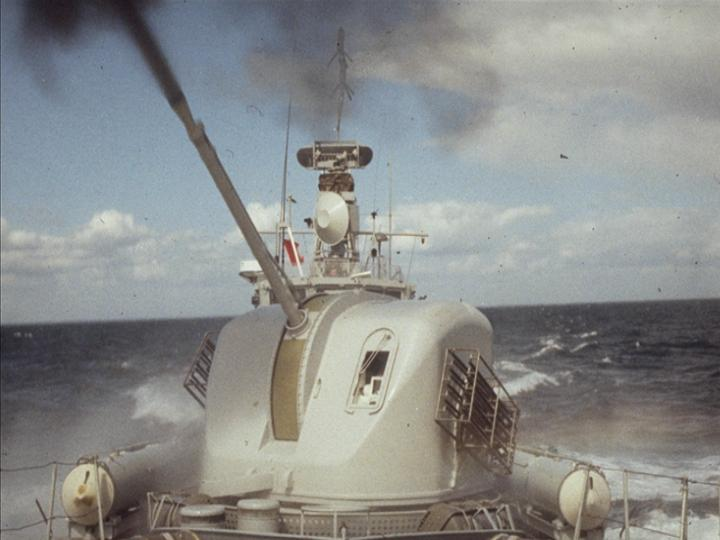
57 mm SAK L/70 Mk1 (57 mm apj 7101) ombord en svensk Norrköping-klass robotbåt.
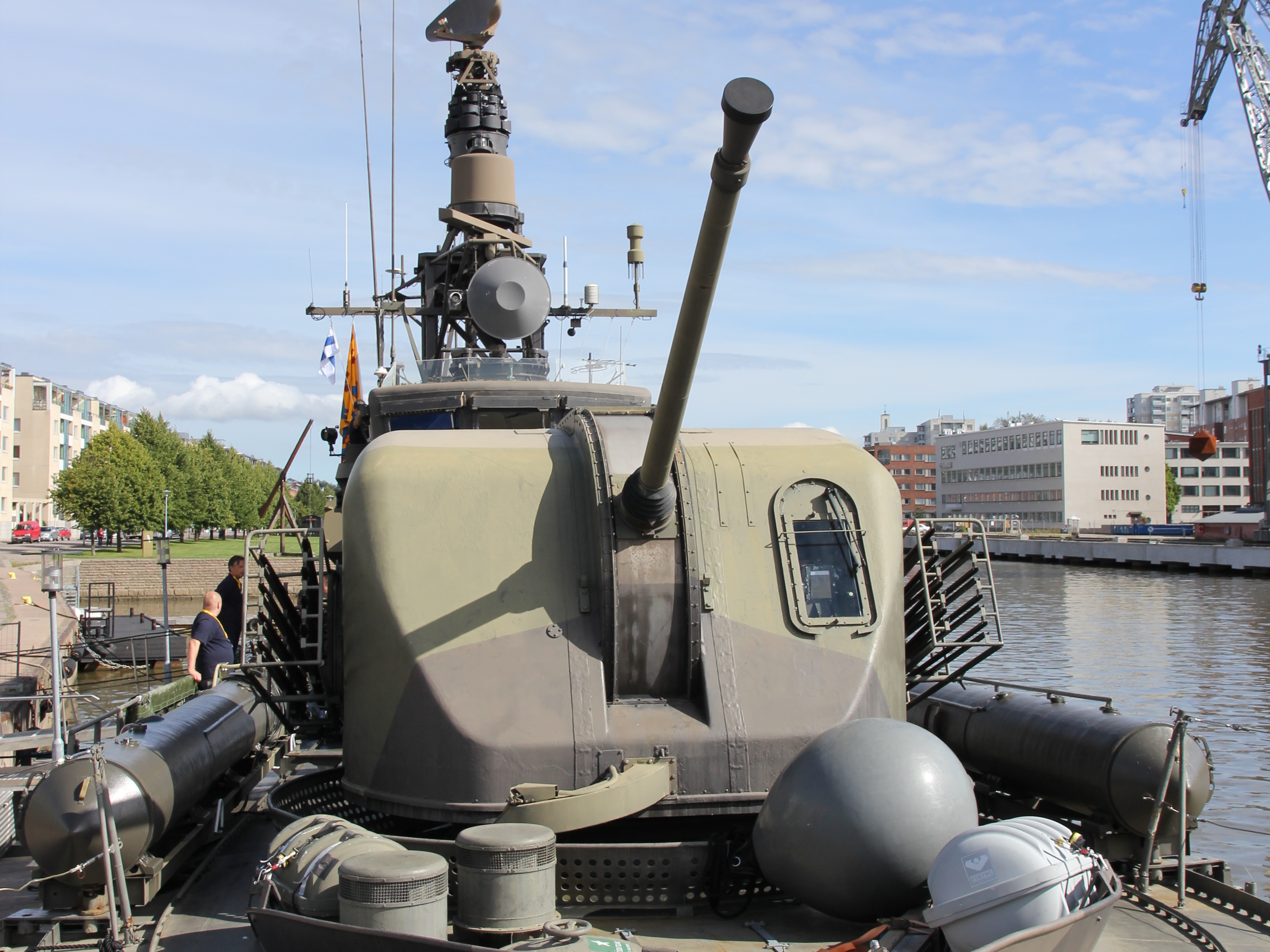
57 mm SAK L/70 Mk1 (57 mm apj 7101) ombord en svensk Norrköping-klass robotbåt.
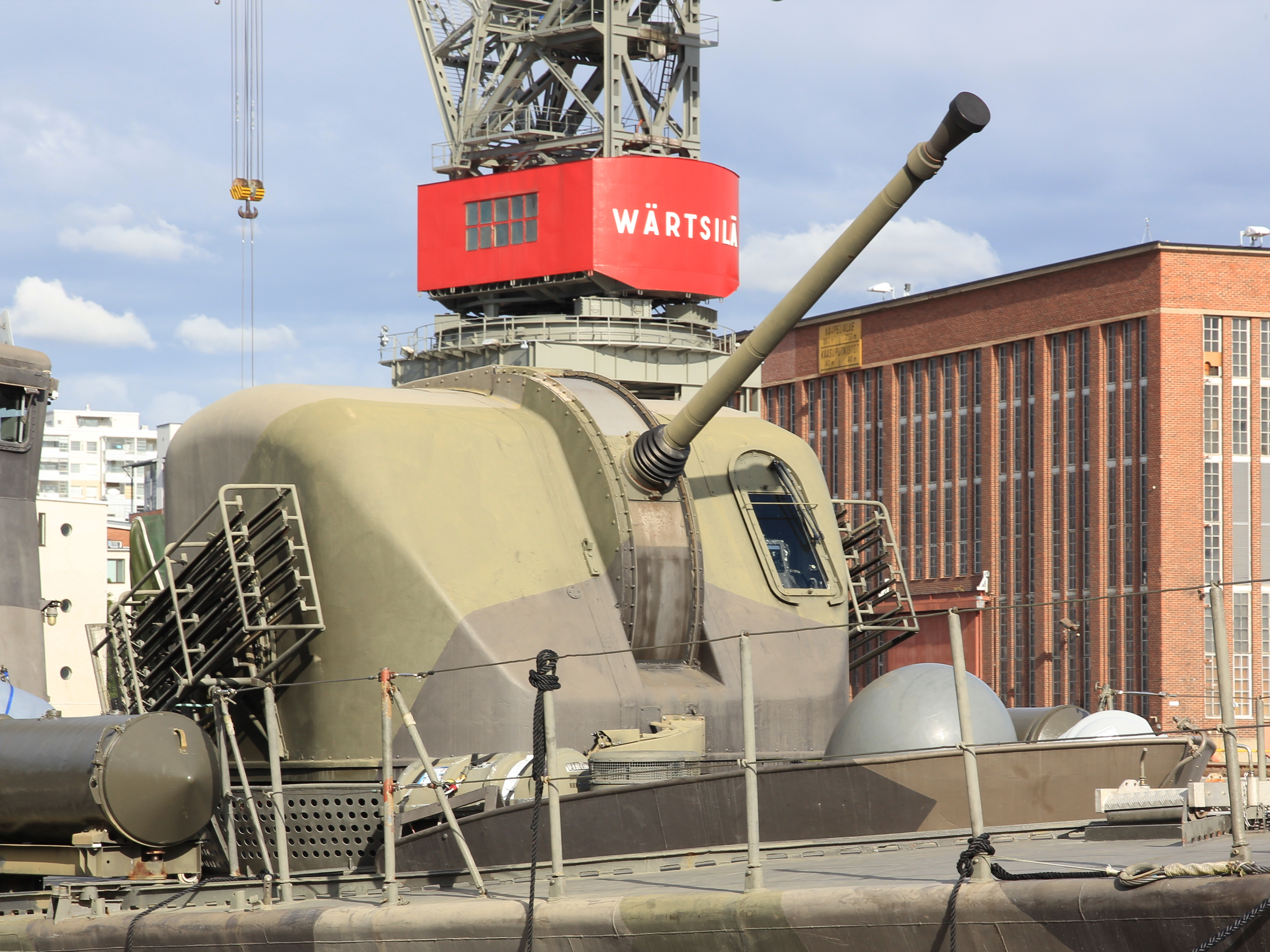
57 mm SAK L/70 Mk1 (57 mm apj 7101) ombord en svensk Norrköping-klass robotbåt.
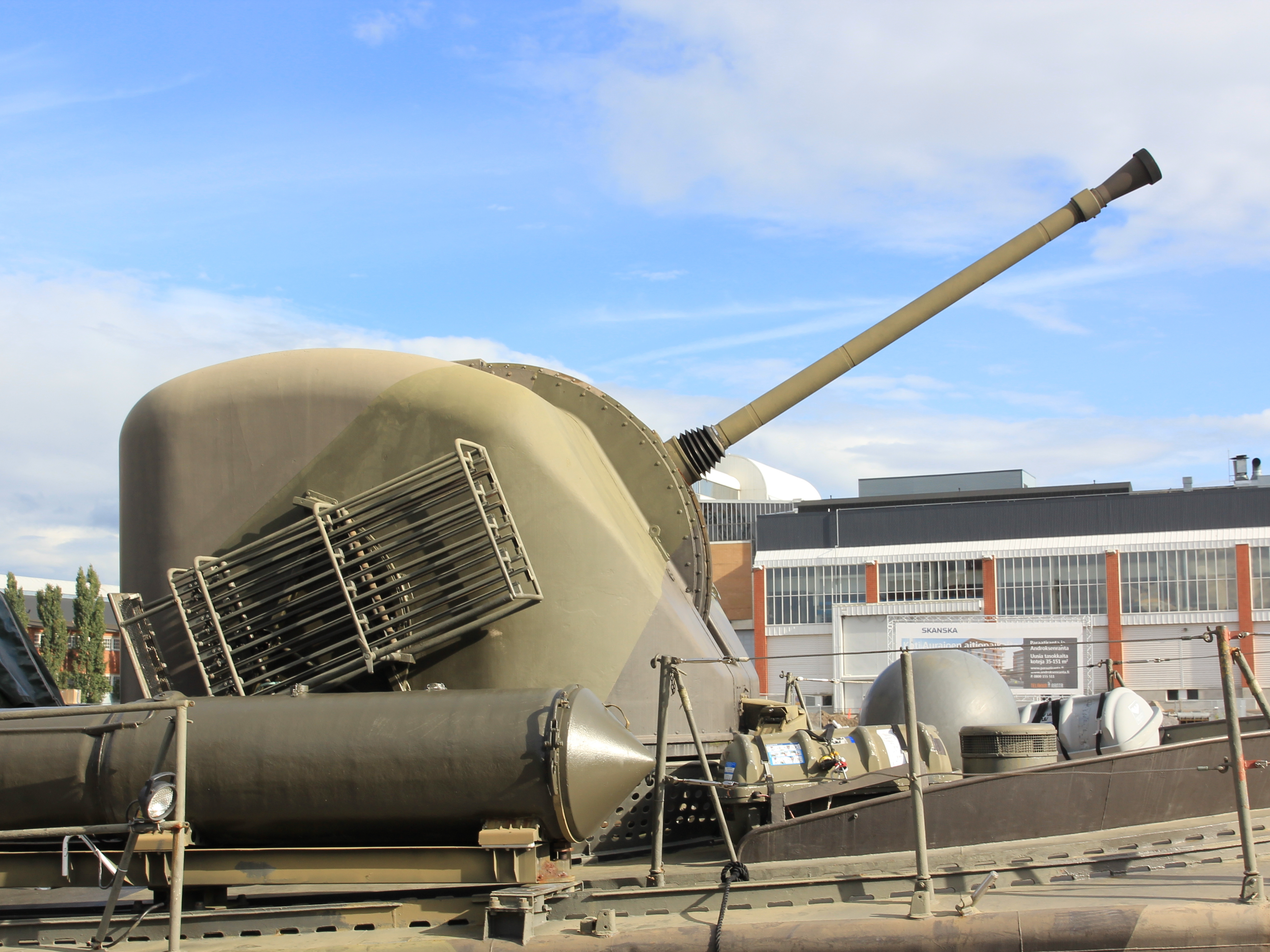
57 mm SAK L/70 Mk1 (57 mm apj 7101) ombord en svensk Norrköping-klass robotbåt.

Pjäsen användes i Sverige på Hugin-klass och Norrköping-klass, och ersatte även den äldre 57 mm m/50C pjäsen på Spica-klassen 1972–1976. Den förekom i två varianter:
- 57 mm automatpjäs 7101, kort 57 mm apj 7101 – använd på robotbåtar av Norrköping-klassen
- 57 mm automatpjäs 7102, kort 57 mm apj 7102 – använd på patrulbåten HMS Jägaren (V150)

### 57 mm SAK L/70 Mk2
57 mm sjöautomatkanon L/70 Mark 2 – andra versionen i serien, framtagen cirka 1981. Mark 2 har bland annat utformats för att kunna betjänas med minimal bemanning. Detta har bland annat åstadkommits genom att manövrering och övervakning av pjäsens funktioner sker med hjälp av datorstöd samt att manuell laddning har ersatts med ett automatiskt laddsystem. Pjäsen kan laddas med 120 patroner och har en eldhastighet om ca 220 skott/minut och mycket goda riktprestanda. Möjligheten att snabbt byta ammunitionstyp ger pjäsen egenskaper som gör den mycket lämplig för bekämpning av såväl luft- som sjömål. Pjäsen är normalt fjärrstyrd men kan också riktas och manövreras från paneler som är placerade i eller i direkt anslutning till pjäsen.

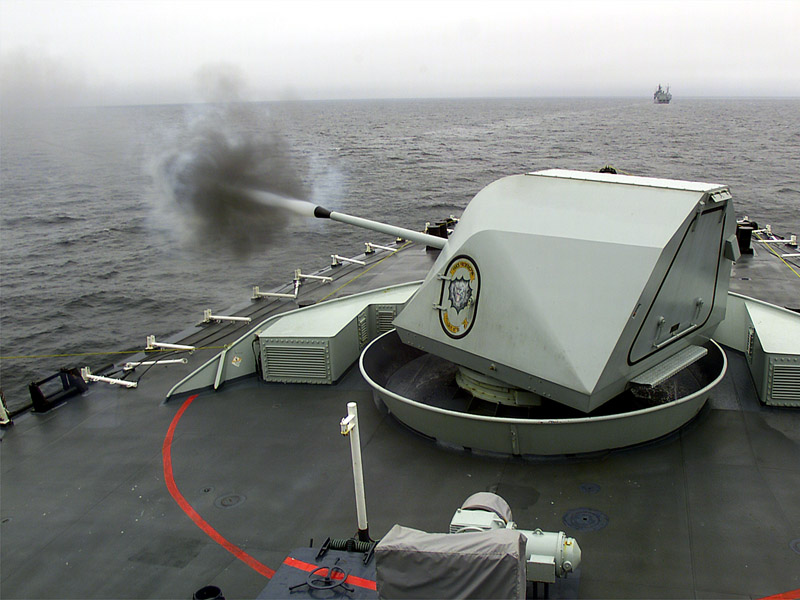
57 mm SAK L/70 Mk2 ombord en kanadensisk Halifax-klass fregatt.
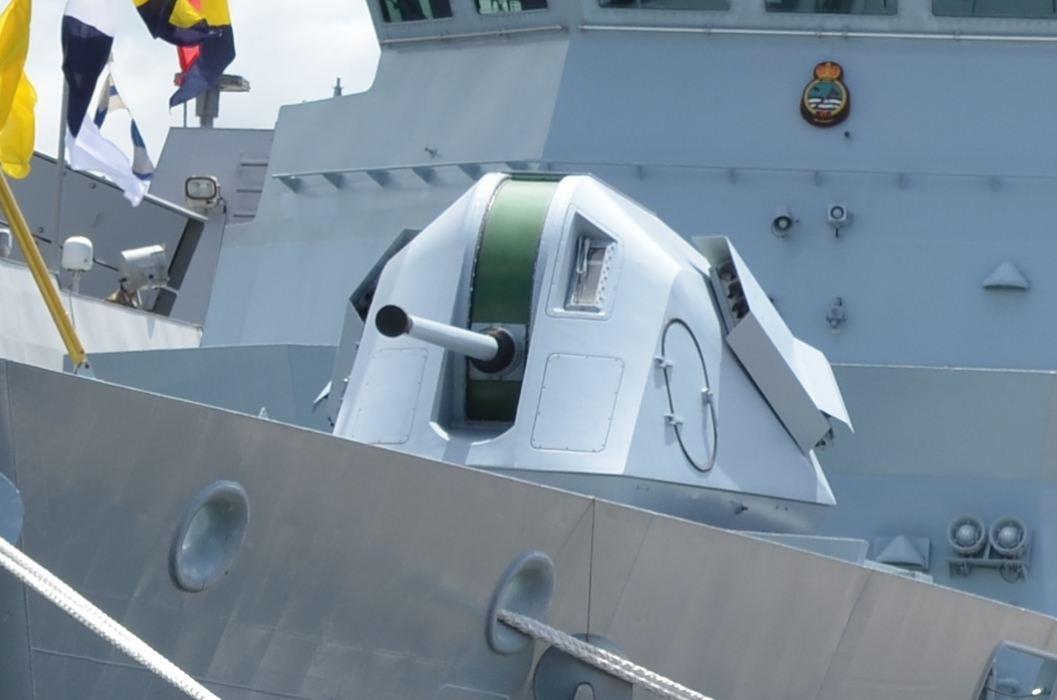
57 mm SAK L/70 Mk2 ombord den malaysiska fregatten Jebat.
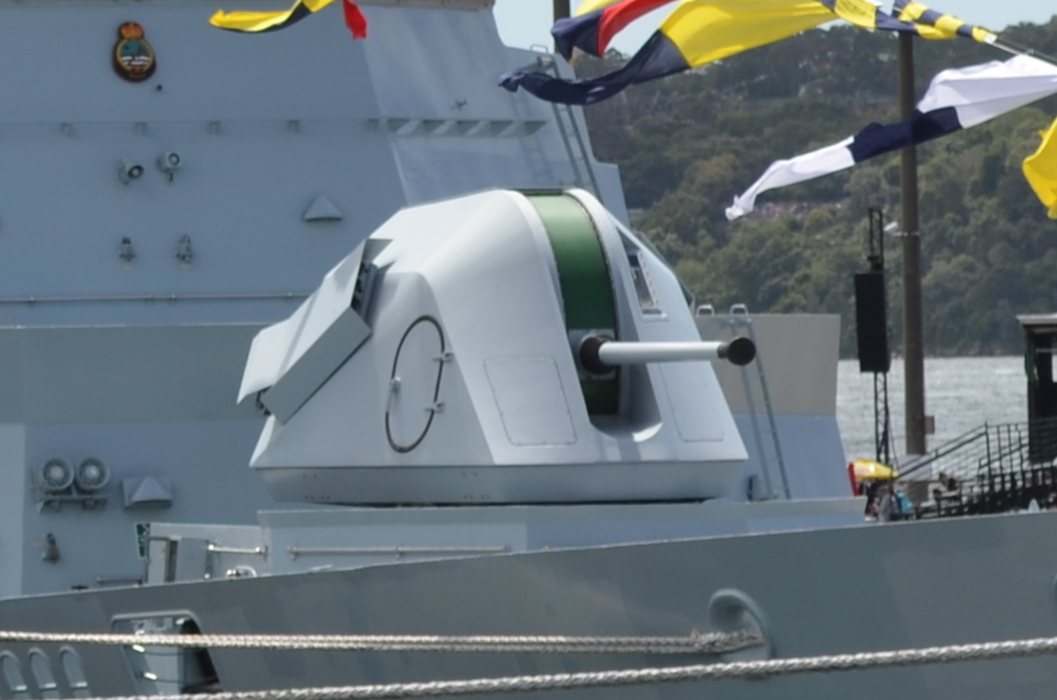
57 mm SAK L/70 Mk2 ombord den malaysiska fregatten Jebat.
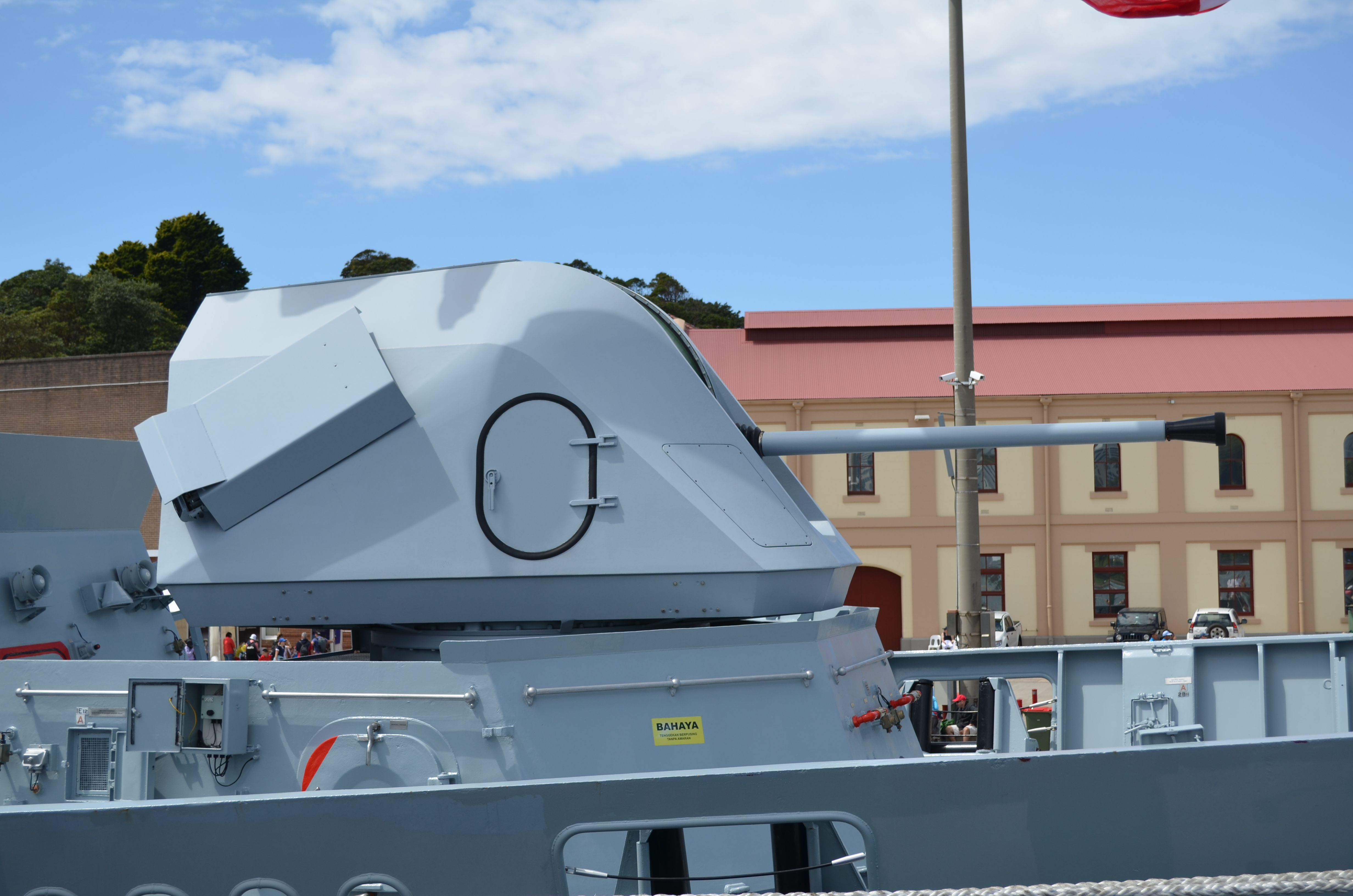
57 mm SAK L/70 Mk2 ombord den malaysiska fregatten Jebat.

Pjäsen förekom i Sverige på korvetter av Stockholm-klassen och Göteborg-klassen, och var sedan 2001 betecknad 57 mm allmålskanon Mk2. Tidigare förekom vapnen under annan beteckning:
- 57 mm automatpjäs 7103, kort 57 mm apj 7103 – använd på korvetter av Stockholm-klassen
- 57 mm automatpjäs 7103B, kort 57 mm apj 7103B – använd på korvetter av Göteborg-klassen

Mark 2 har även exporterats till flera utländska mariner, bland annat i Kanada, Mexiko, Malaysia och Indonesien.

### 57 mm SAK L/70 Mk3
57 mm sjöautomatkanon L/70 Mark 3 – tredje versionen i serien, framtagen cirka 1995. Mark 3 förenar mycket hög nedskjutningssannolikhet vid bekämpning av luftmål med stor verkan vid bekämpning av sjömål. Mark 3 är en vidareutveckling av Mark 2 och konstruerades cirka 1995 till 1997, med första leverans runt 2001. Likt Mark 2 är Mark 3 konstruerad för att integreras till ett fartygs ledningssystem, där styrning och avfyring kräver ett minimum av personal. Den är mycket kompakt och lätt med en vikt om cirka 7,5 ton. Jämfört med sin föregångare har den förbättrats genom att bland annat integrera möjligheten att kunna utnyttja programmerbar ammunition. Med målinformation från ledningssystemet programmeras ammunitionen för aktuellt hot i samband med ansättning och avfyring. Det automatiska ammunitionstransportsystemet bidrar också till att minimera reaktionstiden och begränsa personalbehovet. Pjäsen roterar 57°/sekund, dess extrema höjdvinklar är -10°/+77° och i höjdled ändras kanonen 44° per sekund. Pjäsen kan skjuta 220 skott per minut, maximalt 17 000 meter, eller effektivt ca 8500 meter. Siktet är gyrostabiliserat med lokal kontroll.
Pjäsen förekommer med två pjäskupoler, en vanlig, samt en smygversion. Smygkupolen är förutom väderskydd konstruerad med avsikt att inte bidra till fartygets totala radarmålyta.

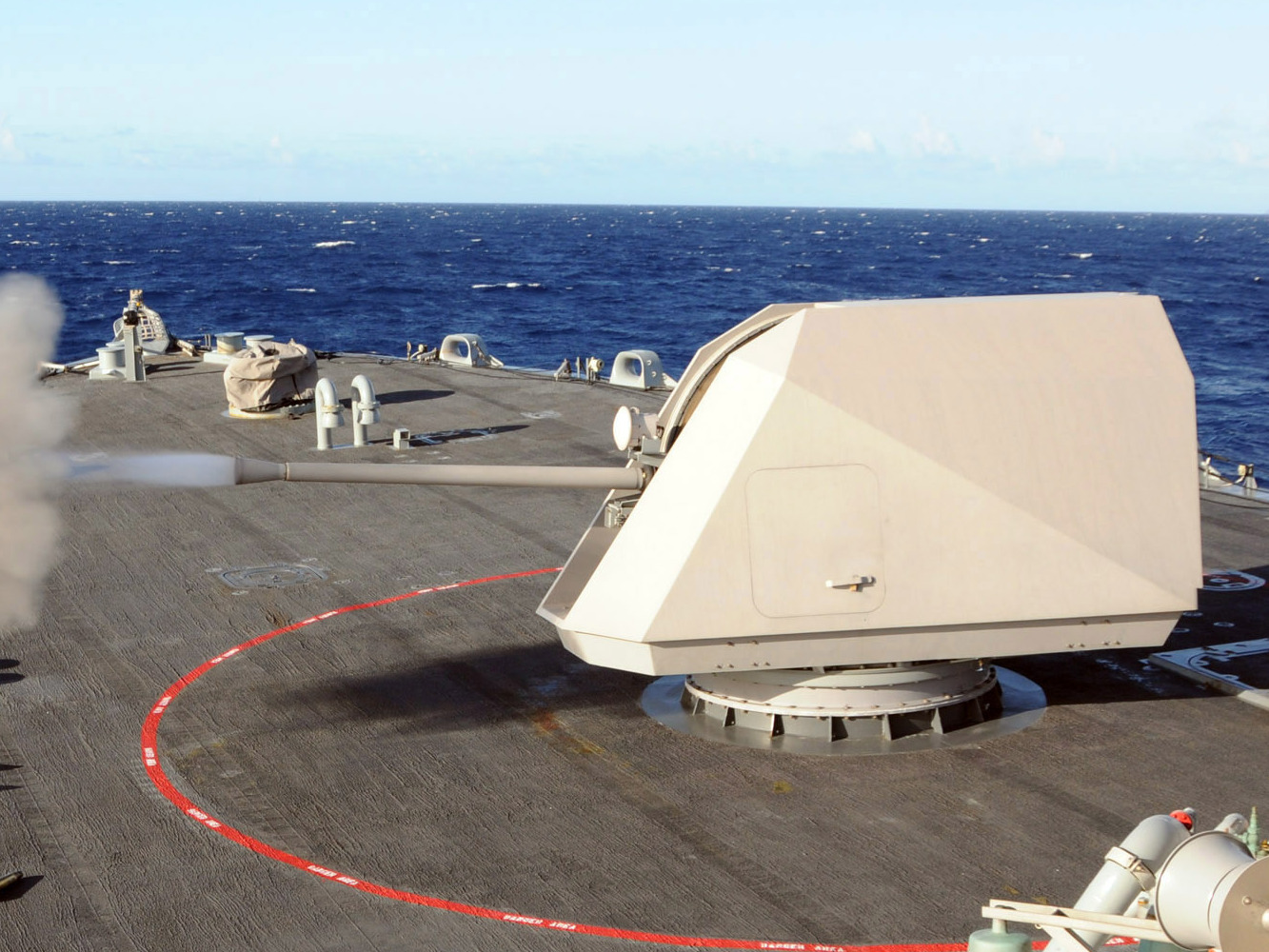
57 mm SAK L/70 (57 mm Mk 110 Mod 0 Naval Gun System) med vanlig pjäskupol ombord en Freedom-klass Littoral Combat Ship.
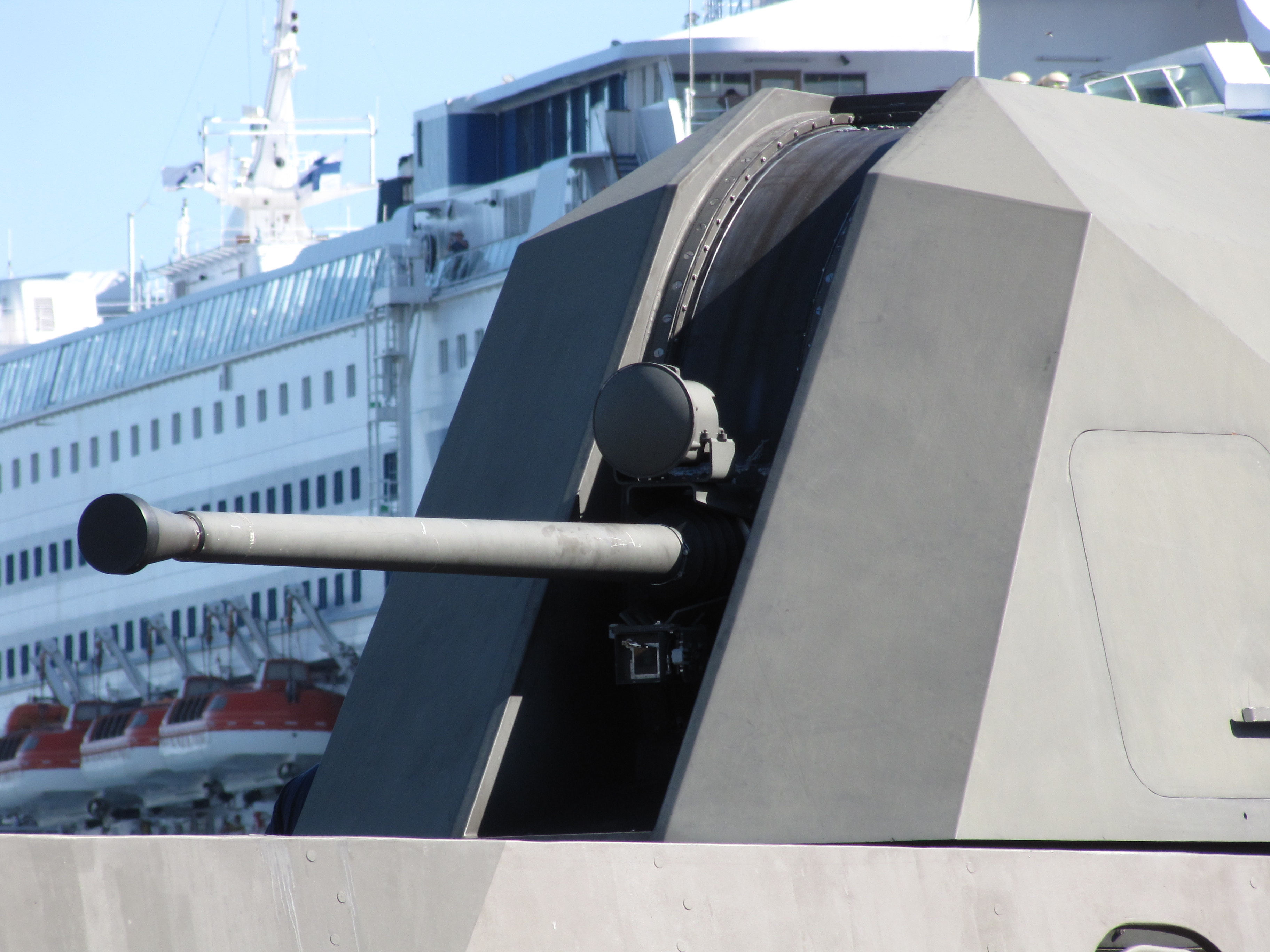
57 mm SAK L/70 Mk3 med vanlig kupol ombord en finsk Hamina-klass robotbåt. Notera radomen ovanför eldröret.
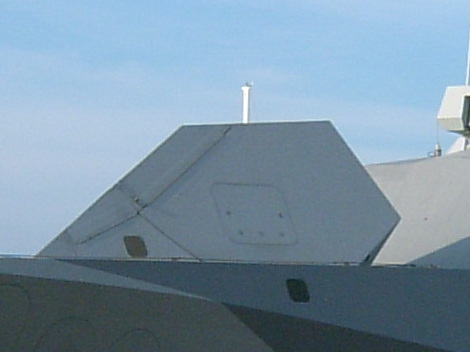
57 mm SAK L/70 Mk3 med smygkupol i transportläge ombord en svensk Visby-klass korvett.
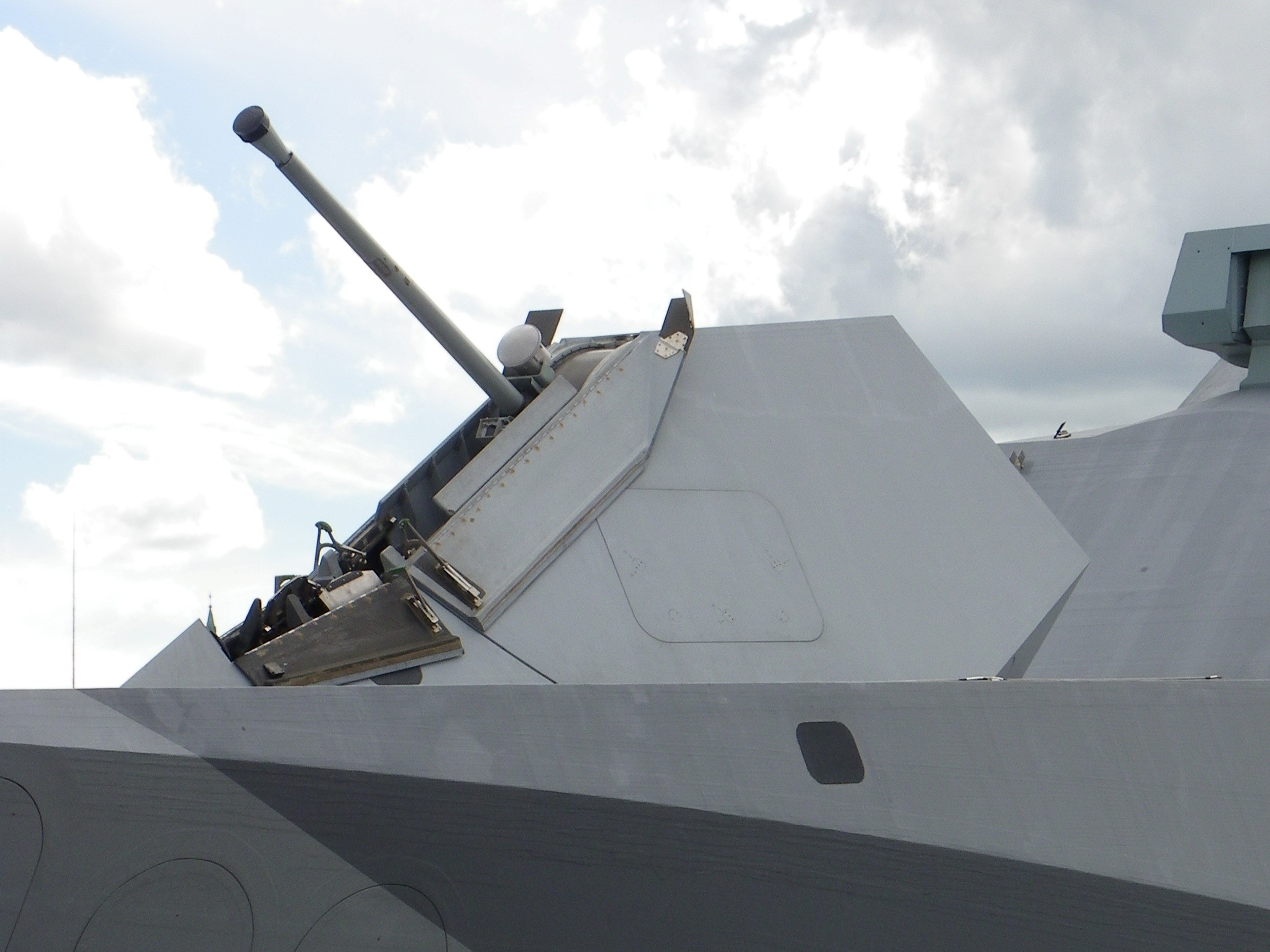
57 mm SAK L/70 Mk3 med smygkupol i eldläge ombord en svensk Visby-klass korvett.

Pjäsen används av svenska marinen på korvetter av Visby-klass, Stockholm-klassen och Göteborg-klassen i två olika varianter:
- 57 mm allmålskanon Mk3 – använd på korvetter av Visby-klassen. Använder smygkupol mot radar.
- 57 mm allmålskanon Mk3B – använd på korvetter av Stockholm-klassen och Göteborg-klassen. Använder vanliga pjäskupoler.

Mark 3 har även exporterats till flera utländska mariner, bland annat i Finland, Mexiko och USA. Den tillverkas, förutom i Sverige, på licens i Sydkorea samt i USA under beteckningen 57 mm Mk 110 Mod 0 Naval Gun System.

## Användare

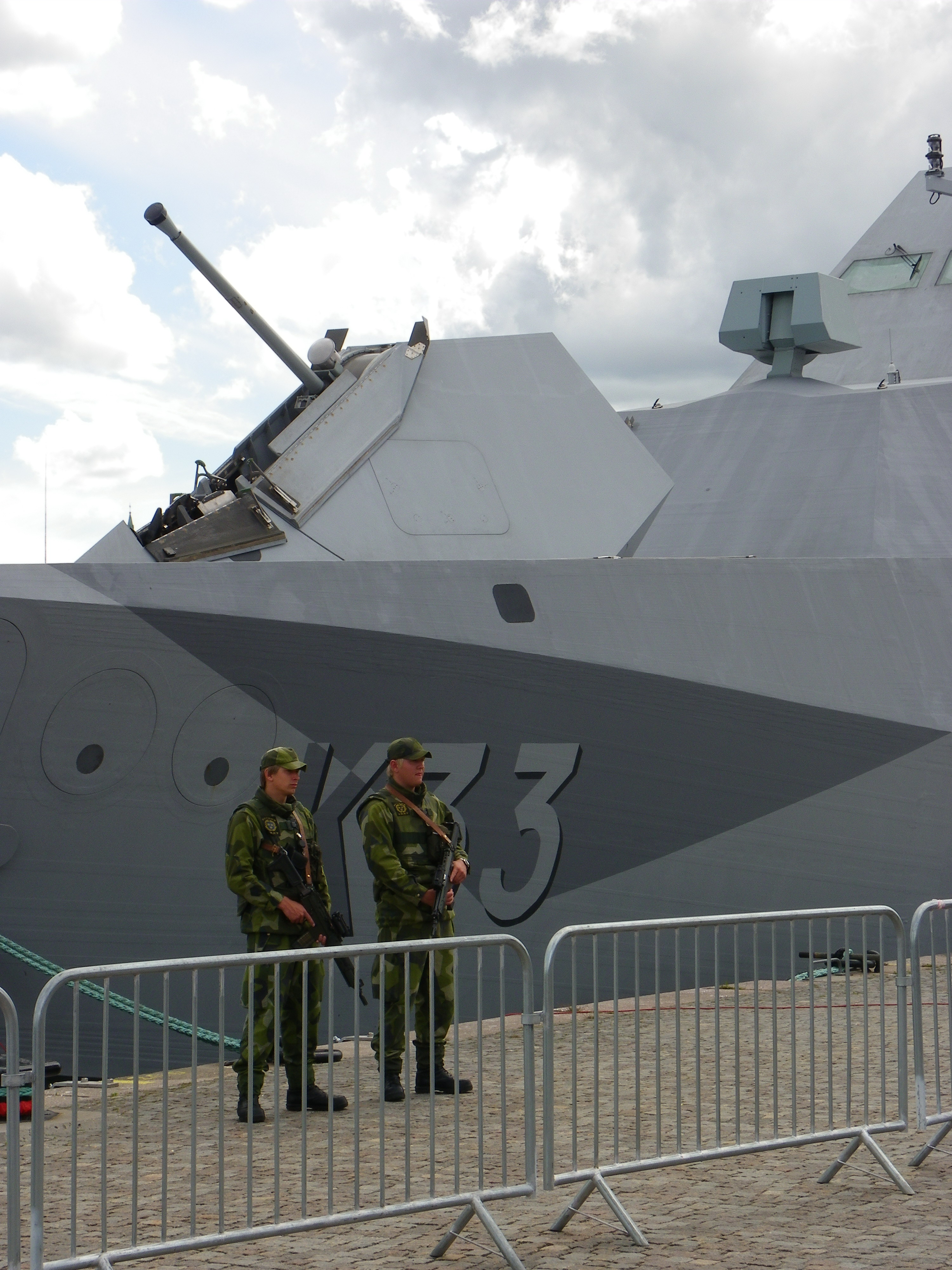
57 mm allmålskanon Mk3 ombord på korvetten HMS Härnösand (K33).

(ej komplett lista)
- Bruneis flotta

Darussalam-klass patrullfartyg
- Kanadas flotta

Halifax-klass fregatter
- Finlands marin

Hamina-klass robotbåt
- Mexikos flotta

Sierra-klass korvett
Durango-klass patrullbåt
- Svenska marinen

Visby-klass korvett
Gävle-klass korvett
- USA:s flotta

Freedom-klass
Independence-klass
Zumwalt-klass jagare (senare ersatt av 30 mm Mk 46 Mod 2 Gun Weapon System)
- USA:s kustbevakning

Legend-klass